# Всеукраинское совещание женщин-колхозниц
Всеукраинское совещание женщин-колхозниц (укр. Всеукраїнська нарада жінок-колгоспниць) было созвано 8 июня 1929 года в Харькове. Было мероприятием по подготовке проведения в УССР сплошной коллективизации сельского хозяйства и ликвидации прослойки зажиточных крестьян. На нём присутствовали 150 делегаток. В работе совещания приняли участие председатель ВУЦИК Григорий Петровский и нарком земледелия СССР Александр Шлихтер. Главный на совещании был вопрос о более широком использовании женского труда в колхозах, воспитания колхозниц в «советском социалистическом духе». Совещание приняло обращение ко всем женщинам УССР с призывом к содействию роста и укреплению колхозов.